# مناوشات كروتي
مناوشات كروتي دارت بين 28 فبراير و1 مارس 2022 بين قريتي بامياتني وخوروشي أوزيرو، كجزء من هجوم أوكرانيا الشرقية خلال الغزو الروسي لأوكرانيا 2022.

## المناوشات
وفقًا لوسائل الإعلام الحكومية الأوكرانية، في 1 مارس 2022، وقعت سلسلة من المناوشات بين القوات الأوكرانية والروسية بين قريتي بامياتني وخوروشي أوزيرو. ادعى أوكرانيون أن جثث 200 جندي وضابط روسي قتلوا في شاحنتين من طراز كاماز تم نقلهم إلى منطقة سومي عبر قرية بليسكي. 